# Giuseppe Bernascone
Giuseppe Bernascone, detto il Mancino e noto anche con il cognome Bernasconi (Varese, 1560 circa – Varese, 1625 circa), è stato un architetto italiano, particolarmente noto in quanto primo progettista del Sacro Monte di Varese.

## Vita ed opere
Poche notizie documentarie si hanno sulla sua attività. Il suo apprendistato avvenne presso Pellegrino Tibaldi detto il Pellegrini , architetto che fu particolarmente apprezzato dal cardinale di Milano Federico Borromeo per la sua capacità di interpretare in chiave manieristica il programma artistico ispirato dalla Controriforma.
Operò a lungo, tra il 1598 e il 1630 circa, per la ristrutturazione della Basilica di San Vittore a Varese, il cui progetto originale era dovuto a Pellegrino Tibaldi; ristrutturazione che interessò il presbiterio, il tiburio e soprattutto il grande campanile (che disegnò integralmente di suo pugno e al quale da allora è associato il suo nome). Suo è anche il progetto della chiesa dell'Immacolata e della torre campanaria del santuario di Santa Maria del Monte sopra Varese. Nella stessa città lavorò alle Chiese di Sant'Antonio alla Motta (1592-1606, sua è la facciata) e  di S. Giuseppe.
Particolarmente attento alla fase di attuazione delle opere nel lavoro di cantiere, alla scelta della manodopera più idonea, all'individuazione delle soluzioni pratiche che si rendevano via via necessarie, Bernascone fu impegnato non solo nella costruzione di edifici religiosi, ma anche nella realizzazione di strade, acquedotti, fontane, ed altro ancora; opere nelle quali si distinse anche per le sue capacità di "urbanista", in grado di ricondurre armoniosamente a sintesi strutture architettoniche e paesaggio. Tali capacità messe a frutto, nella maniera più alta, nella realizzazione del Sacro Monte di Varese, gli valsero anche il coinvolgimento nei lavori del Sacro Monte di Locarno.

### Il Sacro Monte di Varese
Considerato a lungo dalla critica come architetto "provinciale", eclettico imitatore di modelli di maniera, la sua statura artistica è stata rivalutata solo in anni recenti parallelamente alla crescita di interesse per l'edificazione dei Sacri Monti. 

La costruzione delle cappelle e del percorso devozionale del Sacro Monte di Varese, che lo vedono impegnato tra il 1604 ed il 1627, costituiscono la sua opera più nota e studiata.
Qui la qualità artistica di Giuseppe Bernascone si apprezza innanzi tutto nella sua capacità di rappresentare "in forma di monumento" la preghiera del Rosario fondendo armonicamente tra loro strutture architettoniche e paesaggio. Questa sua attitudine "scenografica" si palesa nella duplice attenzione a come lo spettatore dovesse percepire da lontano lo snodarsi delle cappelle e degli archi trionfali lungo il tracciato dell'ampia strada acciottolata (la cosiddetta Via delle quattordici cappelle), ed a come il pellegrino dovesse godere, da alcune cappelle, del panorama verso la pianura ed il lago di Varese. Non è a caso la presenza di alcune cappelle, attorno alle quali corre un porticato che invita il visitatore ad ammirare il paesaggio tutt'intorno.
Si è osservato che:
(Luigi Zanzi, scheda su Giuseppe Bernascone, in Zanzi, L. e Zanzi, P. (a cura di), op cit in bibliografia)
È stato dunque ipotizzato , stante la concezione singolarmente unitaria del Sacro Monte di Varese, che il Bernascone, almeno sino al 1627, abbia assunto un ruolo di "regista- scenografo" discutendo le soluzioni da adottare per ciascuna cappella misterica con gli artisti chiamati a popolarle di statue e di affreschi.

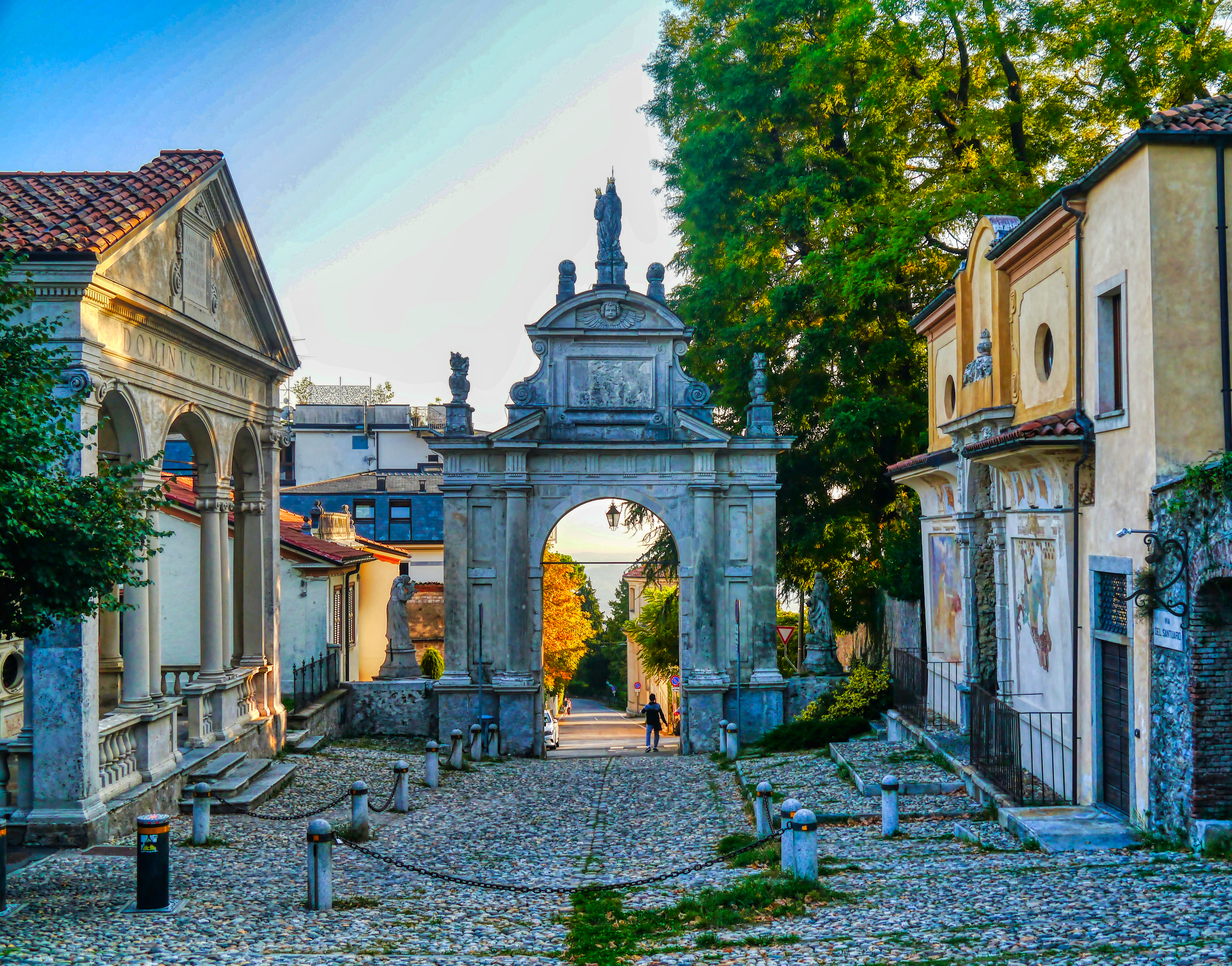
L'arco d'ingresso
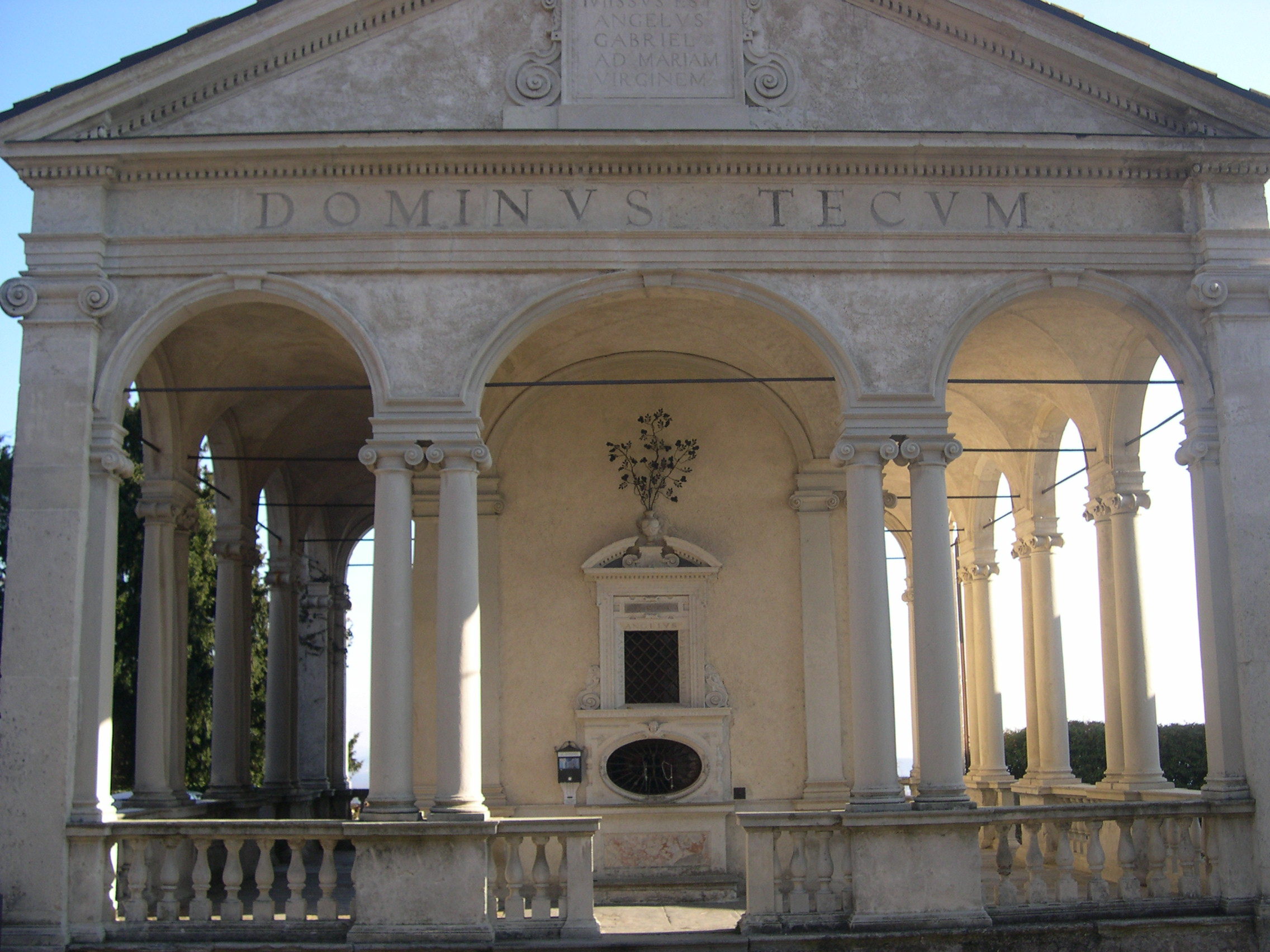
Cappella I, L'Annunciazione
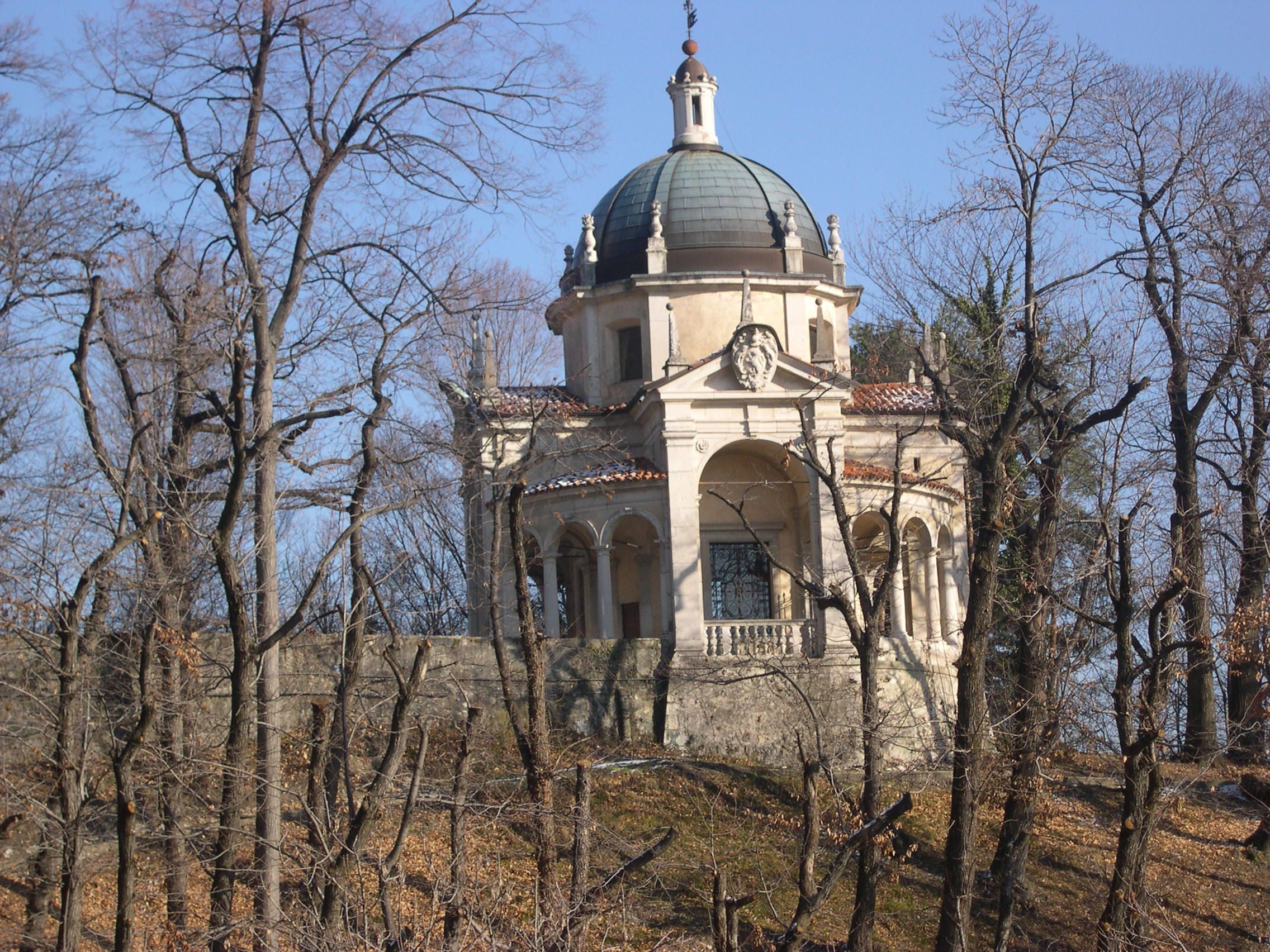
Cappella IV, La presentazione al Tempio
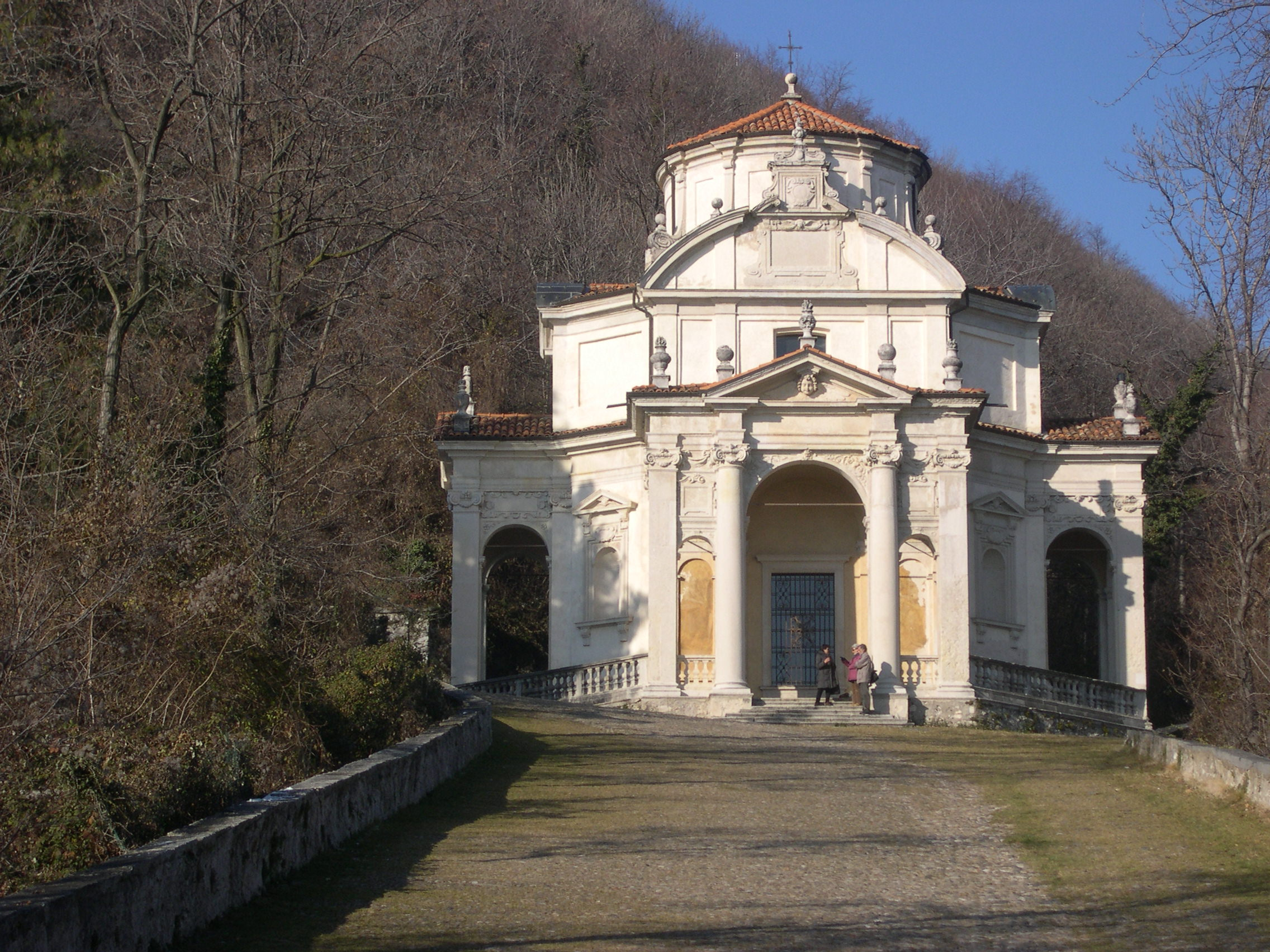
Cappella V, La disputa coi Dottori
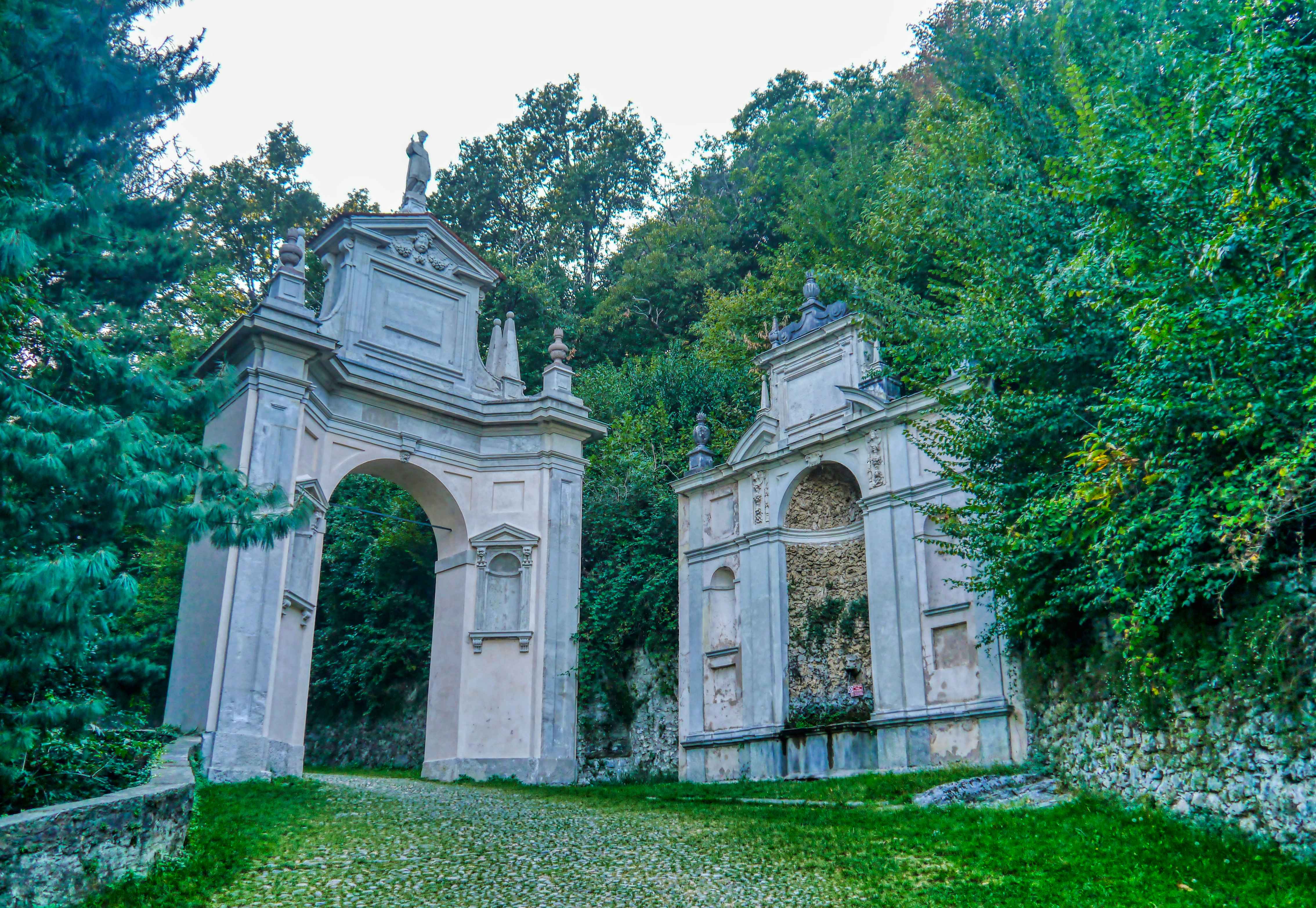
L'arco di San Carlo
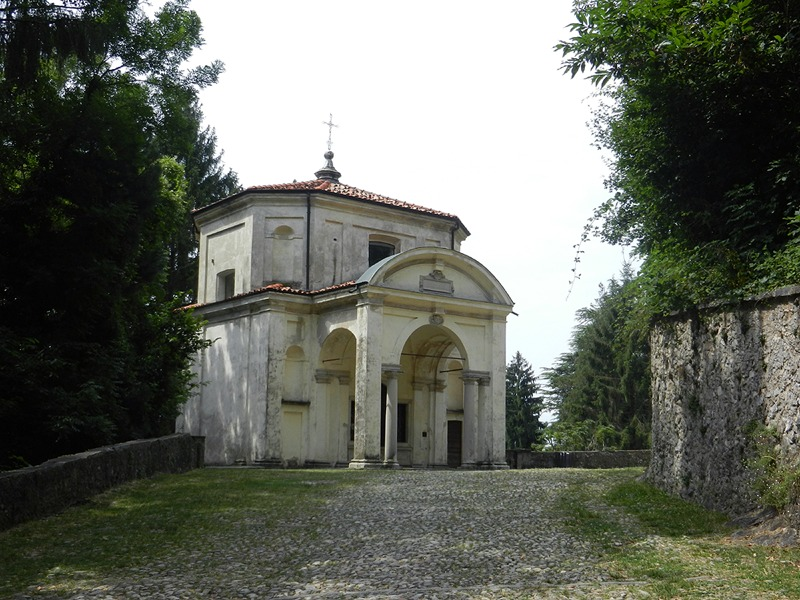
Cappella VI, La preghiera nell'orto degli ulivi
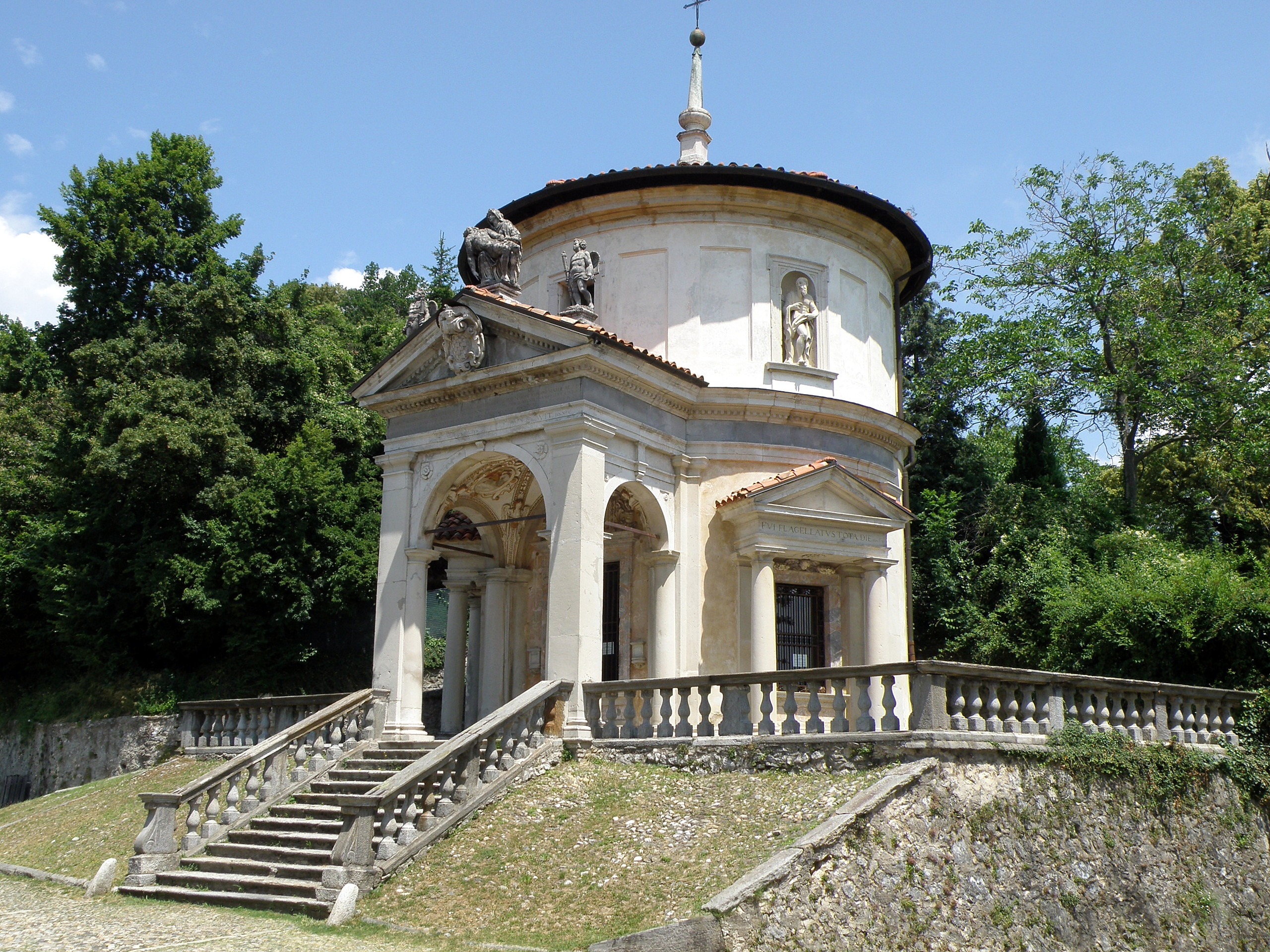
Cappella VII, La flagellazione
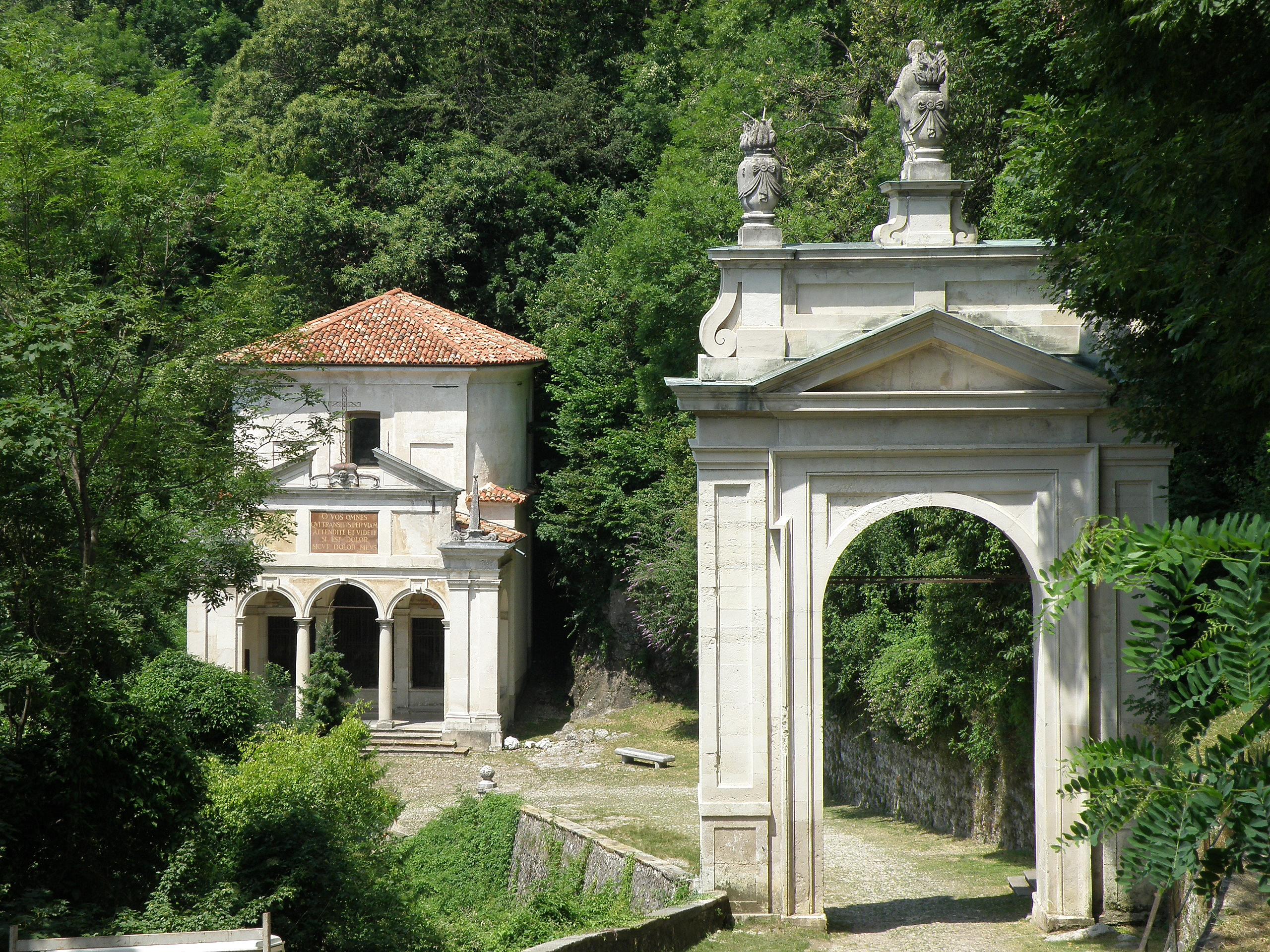
Cappella X, La Crocifissione
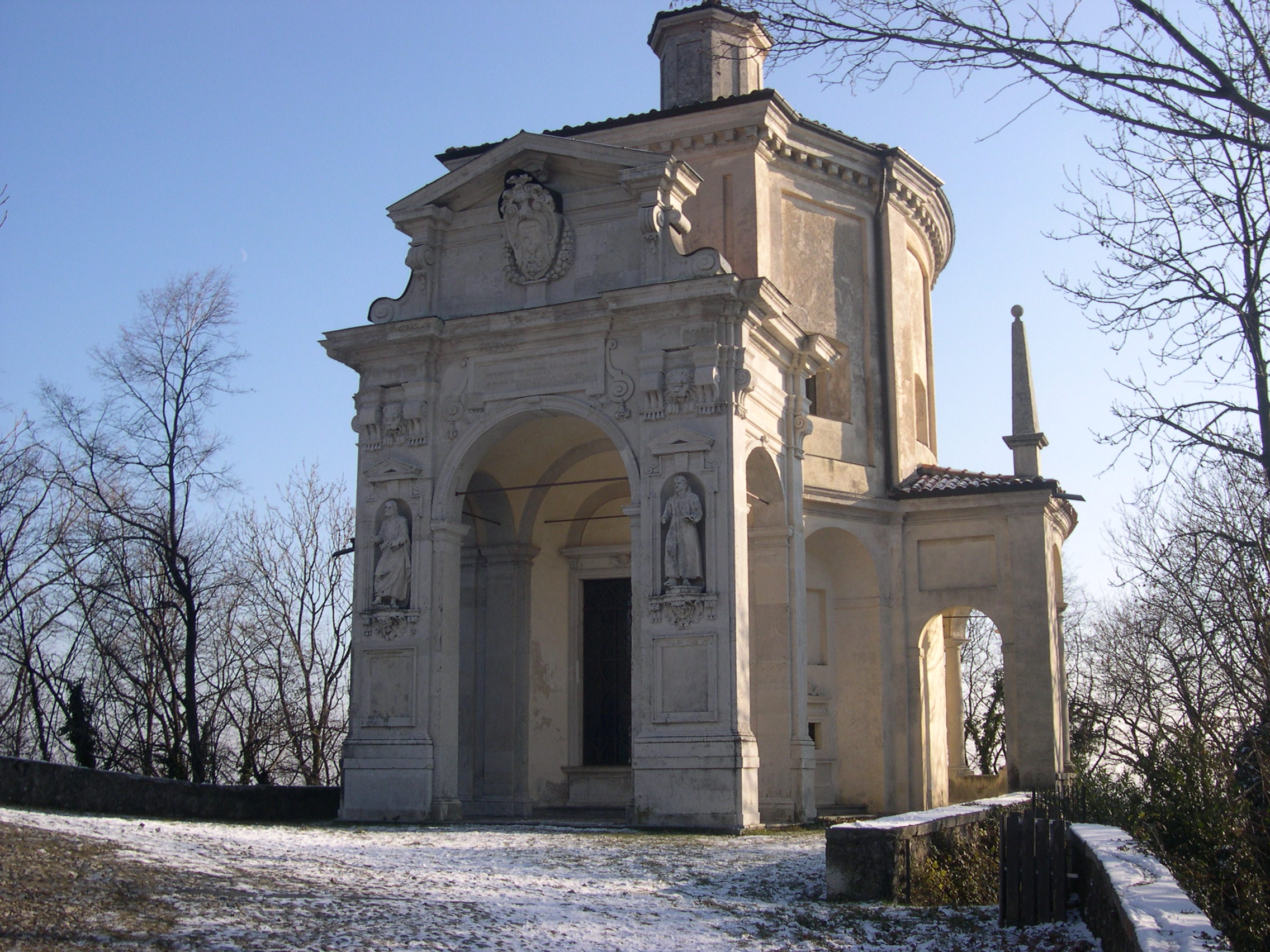
Cappella XII, L'Ascensione di Gesù al cielo
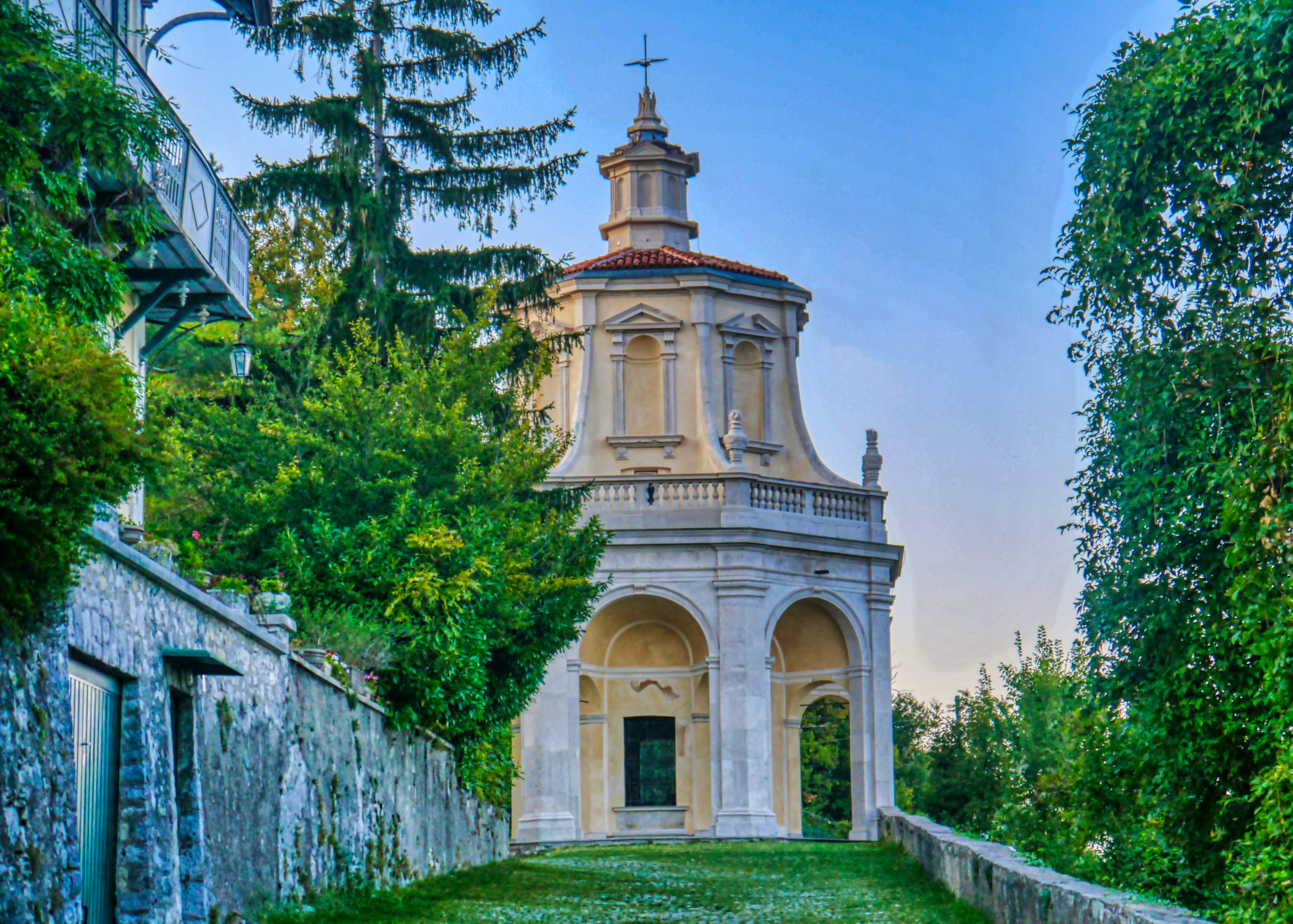
Cappella XIII, La discesa dello Spirito Santo
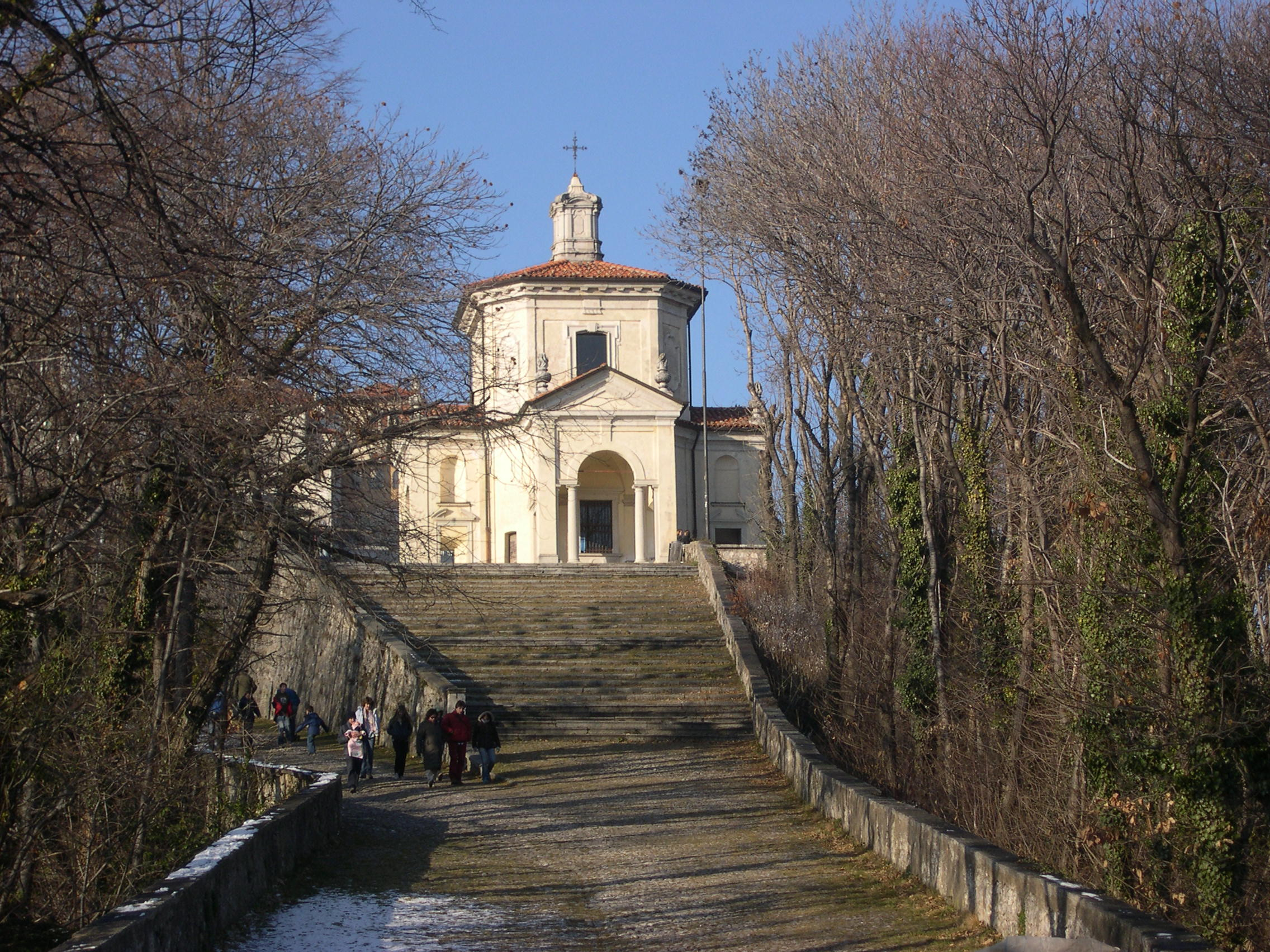
Cappella XIV, L'Assunzione di Maria al cielo